# Turismo em Tunja
Tunja é a cidade/capital do departamento de Boyacá e um dos principais destinos turísticos da Colômbia. Conta com diversas atividades turísticas, além de ser próxima à capital do país. A cidade localiza-se na zona norte do Planalto Cundiboyacense. A complexa situação climática de Tunja permite encontrar grande diversidade de paisagens; de desertos a coníferas na região sul, a savanas andinas para o norte e grandes montanhas para o oeste.
O Centro Histórico de Tunja foi declarado monumento nacional há mais de 50 anos e conserva importantes tesouros das diversas épocas históricas colombianas.Tanto as tradições ancestrais quanto a tendência modernista fazem desta cidade um lugar ideal para o turismo multimodal.

## Circuitos turísticos
Em Tunja e sua zona periférica encontra-se legalmente constituído uma rota turística criada faz alguns anos em Boyacá com o fim de promover o Turismo na zona. O circuito começa na Ponte de Boyacá e termina no município de Chivatá

## Turismo histórico[2]
Todas as etapas da história de Colômbia têm sido conservadas pelo povo Tunjano, desde as primeiras migrações de habitantes que povoaram América do Sul, a conquista e colonização espanhola, a independência da nova nação, a época republicana até os desafios da idade contemporânea. 

### Museus e monumentos pré-hispânicos[3]
- Os Cojines do Zaque:

O culto ao sol fez parte da cultura ameríndia. O povo Muísca tinha como templo religioso principal duas pedras em forma circular, talhadas numa rocha de grande dimensão, que os espanhóis chamaram Cojines do Diabo.
- Poço de Donato ou de Hunzahúa

Um dos lugares sagrados de culto ao amor e à fertilidade dos Chibchas em Tunja, que leva o nome de Hunzahúa, o cacique Muísca. Foi um lugar célebre durante a colônia devido ao fracasso da tentativa de secar o poço por parte do capitão espanhol Jerónimo Donato de Rojas no século XVII. Encontra-se a seu lado o Templo de Gorranchacha e também é conhecido pela lenda do incesto mitológico de Hunzahúa. Diz-se que o Cacique Quemuenchatocha ocultou ali seus tesouros. Encontra-se na zona universitária, na Comuna 2 sobre a Avenida Norte.

### Arquitetura colonial
- Museu Casa do Fundador Capitão Gonzalo Suárez Rendón:

Orgulho da América Hispânica, está situada na zona oriental da Praça de Bolívar. Nela se localiza atualmente a Secretaria de Cultura e Turismo da Prefeitura de Tunja e a Academia Boyacense de História. É a jóia arquitectônica mais característica das residências particulares do século XVI, e conserva-se a história privada da aristocracia tunjana desde os anos da fundação hispânica de Tunja. É a única Casa de Fundador que existe em Hispanoamérica, construída por ele mesmo, em onde viveu, morreu e continuou como residência familiar de seus filhos. Esta mansão colonial foi centro de importantes atividades nos séculos da Colônia, e depois na independência e a República. Foi edificada em meados do século XVI, com o trabalho de 3.000 indígenas.

## Turismo religioso

### Igrejas[4]
- Templo e Convento de Santo Domingo: É uma das jóias arquitetônicas coloniais mais importantes da América Latina. Tanto as naves como suas formosas e artísticas capelas entre elas constituem um tesouro de arte e decoração dos mais representativos e característicos do século XVI. Encontra-se sobre a carreira 11 entre ruas 19 e 20 no centro da cidade

## Vida noturna
A zona rosa de Tunja situada bem perto à praça de Bolívar oferece diversas opções quanto a bares, discotecas, e clubes de música nacional ou internacional para todos os gostos.